# 真澄町駅
真澄町駅（ますみちょうえき）は、北海道釧路市阿寒町布伏内にあった、雄別鉄道雄別本線の駅である。同線の廃止とともに廃駅となった。

## 概要
舌辛川対岸に大規模な炭鉱住宅が作られ、古潭駅 - 雄別炭山駅間の通勤列車が運転されて新たに新雄別駅が設けられたが、真澄町は炭鉱住宅街の外れの職員住宅地となっていて、新雄別駅からも遠い事から仮乗降場が設置された。後に正式な旅客駅として開業した。駅舎は無く、無人駅であった。

## 歴史
- 1951年（昭和26年）頃：仮乗降場設置。
- 1956年（昭和31年）9月1日：雄別炭礦鉄道の旅客駅として開業。
- 1970年（昭和45年）4月16日：当路線廃止に伴い廃駅。

## 駅構造
駅舎は無く、舌辛川側（西側）に設置された単式ホーム1面を有していた。

## 現状
隣の新雄別駅と同様に舌辛川対岸に住宅地が設けられていたため、かつては駅の前に橋が掛けられていたが、撤去されている。

## 隣の駅
雄別鉄道
雄別本線
新雄別駅 - 真澄町駅 - 雄別炭山駅